# Clara Fey
Beata Clara Fey fundadora de la Congregación de las Hermanas del Niño Jesús Pobre, nació en Aquisgrán, Alemania el 11 de abril de 1815 y murió el 8 de mayo de 1894 murió de 79 años en Simpelved Holanda, perteneció a una familia acomodada, de gran sensibilidad social, por esto desde niña su corazón sintió la necesidad del pobre y el deseo de ayudar. 
Después de la fundación de la Congregación las primeras hermanas de ese entonces empezaron a distribuirse por Asia, Europa y Sur América llevando la misión que Clara Fey les había encomendado que era Conducir los niños y jóvenes hacia Jesús. En un par de años la congregación ya estaba presente en: Colombia, Perú, Indonesia, Luxemburgo, España, Holanda y Alemania lugar de su fundación.

## Inicios
Vivió una época de grandes problemas sociales que surgían en su ciudad natal debido a la creciente industrialización. Por ese motivo muchos padres de las clases pobres, se iban a trabajar a las fábricas y dejaban en gran abandono a sus hijos.
Fue en su casa paterna donde Clara empezó a conmoverse ante la miseria de los niños que trabajaban por las calles rodeados de vicios y sin cuidados ni educación. Oía como su hermano Andrés, sacerdote, conversaba con sus amigos sacerdotes sobre las miserias de Aquisgrán y la necesidad de remediarlas.
Clara observaba la vida de Aquisgrán, su ciudad, desde la perspectiva de una persona socialmente bien situada. Ya desde la juventud, la madre de Clara había enseñado a su hija a observar lo que ocurría a su alrededor y en su entorno. La familia Fey se había fijado particularmente en las transformaciones sociales que se estaban llevando a cabo en Aquisgrán, debido a la industrialización de comienzos del siglo XIX.
Ante esta situación concibió el ideal de hacer algo por estos niños y con un grupo de amigas abrió una escuelita. Allí los niños aprendieron a rezar, a leer y a escribir y hacer obras manuales.
Pero pronto se dio cuenta Clara que la escuela era insuficiente para prestar una ayuda efectiva y resolvió reunirse con sus amigas en comunidad religiosa para poder brindar un hogar a los niños pobres. Ella hizo un sueño realidad creando así el primer colegio para pobres un pedazo de costillo se encuentra en el colegio Santa clara en Bogotá

## Fundación de la Congregación
Hace 174 años Clara Fey fundó la Congregación de las Hermanas del Niño Jesús Pobre, el 2 de febrero de 1844. La tarea de la Congregación es desde entonces la educación cristiana de la niñez y de la juventud, y así mismo la ayuda a los niños y jóvenes en sus necesidades. A esta misión que la Madre Clara expresaba en las palabras conducir los niños a Jesús, consagran las hermanas su vida, su trabajo y su oración.
El mejor legado de Clara Fey a sus hermanas y a sus educandas es su rica espiritualidad sintetizada en una frase del evangelio de San Juan permaneced en mí: “manete in me”.
Para Clara lo decisivo era permanecer en el Señor con todo su ser y su quehacer. Para lograrlo buscó caminar en la presencia del Señor. El medio para conseguirlo fue lo que llamó sencillamente la práctica, que fue el instrumento para caminar hacia la interioridad, hacia una vida en Cristo, con Él y para Él, que concluiría en: Todo por Jesús, por Jesús solo.
El permanecer con el Señor es el resultado de la práctica y ésta consiste en ejercicios de amor para dirigir frecuentemente el pensamiento hacia Dios: “Mirar con el ojo izquierdo las ocupaciones mientras que el derecho permanece fijo en Él. Servir al amor con una mano y con la otra apoyarse en Jesús sin soltarlo. Abrir un oído a las necesidades del prójimo y el otro a la voz de Dios.
En Clara Fey, la vida en la presencia de Dios gira en torno al Sol Eucarístico. La forma fundamental de la práctica consiste en dirigir el pensamiento a Cristo en la Sagrada Eucaristía, en pensar a menudo en Él, en enviarle el Corazón mientras realizamos los deberes de nuestro trabajo.
La Eucaristía es para ella el eje de su constante diálogo con el Señor. Una parte de su tiempo lo dedicaba a prepararse para recibirlo en la Eucaristía y el resto para agradecer su visita.
Clara Fey fue una alma Eucarística, como queremos serlo todas sus seguidoras. Debemos permanecer unidas al Señor de una Comunión a otra. Quien así lo comprende, lleva una vida ininterrumpida de unión con Dios.
La Madre Clara Fey, fundadora de las hermanas del Niño Jesús Pobre, propuso a sus hermanas un camino de espiritualidad eucarística que les ayudara a vivir diariamente en la presencia de Dios.
Hablar de la espiritualidad de las hermanas del Niño Jesús Pobre es hablar del camino espiritual de su fundadora: Clara Fey, porque fue ella quien formó en este aspecto a la comunidad naciente y dejó en herencia su pensamiento y camino espiritual a sus hijas.
Desde niña, Clara sintió un amor especial por la presencia Eucarística del Señor. Tenía por costumbre pasar buenos ratos de oración ante el sagrario y participar de las prácticas de adoración propuestas por su párroco. Pero no se fortaleció su fe únicamente por la oración; en casa mamá Fey siempre acogió a los pobres y enseñó a sus hijos a hacer otro tanto. Así pues Clara fue descubriendo a Jesús en la Eucaristía y simultáneamente en los hermanos, especialmente en los más necesitados.
Ya desde 1835, antes de la fundación, Clara, leía los escritos de Santa Teresa. Se sentía tan atraída por su espiritualidad que incluso quiso hacerse carmelita. Santa Teresa fue la primera inspiradora en el camino espiritual de Clara. Más adelante, en 1841 el P. Sartorius motivará a Clara a leer a San Francisco de Sales. La lectura de la “Vida Devota” iniciará a Clara en una vida espiritual más programada, es decir, partiendo de aquí empezará a hacer una meditación basada en un esquema sugerido por el santo. Además siguiendo los consejos de éste se dejará orientar incondicionalmente por su confesor. Así pues podemos hablar de una influencia directa en la configuración de la espiritualidad de la M. Clara de estas tres personas: Santa Teresa, San Francisco de Sales y el P. Sartorius. Pero vale la pena resaltar lo que la misma M. Clara afirma: el primer fundamento de su vida espiritual se lo dio su Primera Comunión; con lo que podríamos decir que antes que estas personas fue Dios mismo quien trazó su camino. Además sabemos que la M. Clara leyó mucho de otros Santos a quienes admiró.
A lo largo del tiempo la Madre Clara va encontrando una ruta espiritual que decididamente comparte con sus hermanas invitándolas explícitamente a seguirla. Aunque no escribió un tratado al respecto, fue enseñándoles y explicándoles lo que ella llamó “La Práctica” a través de meditaciones, conferencias y cartas. La vida en la presencia de Dios se convierte en el legado espiritual de la Madre Clara a sus hijas, las Hermanas del Niño Jesús Pobre.
"La práctica" como la entendió Clara puede definirse como un camino de crecimiento espiritual cuyo objetivo es Permanecer en el Señor. Para vivir en su presencia Clara organizó su vida de una comunión a otra.
Al concretar la práctica la Madre Clara propone varias cosas:
1. Preparar siempre la comunión desde la noche anterior y en el momento inmediato con actos de fe, esperanza y caridad además del adecuado recogimiento. Igualmente agradecerla.
2. Para conservar el recogimiento valerse de artificios jaculatorias, oraciones como el rosario o el Magnificat, pensar en el Señor en medio del insomnio.
3. Pensar en el Señor en medio del trabajo consagrándole todo a Él. Queriendo sólo su voluntad. Perseverando en su presencia, abandonándose a sus manos.
4. Ver siempre a Jesús en el prójimo: en todos, en las personas con quienes trabajamos, en los niños, en nuestra familia y amarlos con y desde el corazón de Jesús.

La práctica exige fe, esperanza, caridad y perseverancia.
La Madre Clara murió el 8 de diciembre de 1924, pero su obra se ha extendido por todo el mundo a través de múltiples obras que buscan servir a Jesús en los niños y jóvenes, especialmente los más necesitados.